# Intérieur (Colombie-Britannique)
Pour les articles homonymes, voir Intérieur.

Les trois grandes régions de la Colombie-Britannique

L'intérieur de la Colombie-Britannique (en anglais : British Columbia Interior) ou plus couramment l'Intérieur (en anglais : Interior) est une des trois grandes régions de la province de Colombie-Britannique au Canada. Elle s'étend sur la totalité des territoires à l'est de la chaîne Côtière, ce qui représente 70 % de la superficie de la province (et plus de 80 % de sa partie continentale). Les deux autres grandes régions sont la Côte et  les Basses-terres continentales  (Lower Mainland).

## Géographie
L'Intérieur est divisé en quatre régions physiographiques :
- le plateau Intérieur, une vaste zone située au sud-ouest où coulent le Fraser et la rivière Thompson,
- les Rocheuses canadiennes et les montagnes Columbia au sud-est,
- les zones montagneuses et les plateaux du nord-ouest
- les plaines situées dans le coin nord-est de la province, dans la continuité des prairies de l'Alberta et de la Saskatchewan.

## Climat
Trois grands types de climat sont rencontrés dans la région de l'Intérieur :
- Climat polaire au nord sur une zone de plus en plus étendue en latitudes lorsqu'on se déplace d'ouest en est
- Climat sec sur une petite zone au sud-ouest, cette zone est abritée par les hauts sommets de la chaîne Côtière dont les versants ouest ont fait précipiter l'humidité des vents océaniques.
- Climat tempéré humide sur le reste de la région

## Divisions «historiques»
L'Intérieur consiste en un ensemble complexe de vallées et de plateaux souvent isolés, ce qui a donné naissance à de nombreuses cultures régionales marquées par l'identité des colons qui s'y sont installés. Ces particularismes sont à l'origine de la division en régions « historiques » qui sont parfois appelés country ou district en anglais.
Ces régions sont les suivantes :
- Cariboo
- Chilcotin
- Fraser Canyon
- Thompson
- Bridge River-Lillooet
- Nicola
- Okanagan
- Shuswap
- Boundary
- Monashees
- Similkameen
- Kootenays
  - West Kootenay
    - Slocan

  - East Kootenay
    - Columbia Valley

  - Big Bend (autrefois dans le North Kootenay)
- Omineca
- Cassiar
- Peace
- Columbia
- Bulkley
- Nechako
- Stikine

## Toponyme
« Interior » n'est pas un toponyme officiel de la région, mais il s'agit d'un terme très couramment employé localement. Le seul toponyme officiel utilisant ce terme est le plateau de l'Intérieur (Interior Plateau).